# Nieuwe rode annalen
De Nieuwe rode annalen is het eerste geschiedkundige werk van Tibet dat een samenvatting geeft van de geschiedenis van de verschillende vorstenhuizen in Centraal- en West-Tibet in de Tibetaanse middeleeuwen. Dit werk draagt ook de titel Magische sleutel van heersergenealogie (rgyal rabs 'phrul gyi lde mig).
Het wordt ingedeeld in de categorie van heersergenealogieën (rgyal rabs) en werd in de eerste helft van de 16e eeuw samengesteld door de vijftiende Ganden tripa Pänchen Sönam Dragpa. De Nieuwe rode annalen is een van de belangrijkste bronnen voor de middeleeuwen in de geschiedenis van Tibet. Het werk dankt zijn titel aan de Rode annalen, een belangrijk historisch werk uit de 14e eeuw dat werd samengesteld door Tsalpa Künga Dorje.

## Inhoud
Volgens de aankondiging in de colofon van het werk, beschrijft het de geschiedenis van de verschillende vorstenhuizen van de Tibetaanse middeleeuwen. Niettemin beperkte de schrijver zich daar niet toe en gaf hij ook zijn voorstelling van de geschiedenis van de koningen van de Yarlung-dynastie, de geschiedenis van China, die van het Mongoolse Rijk en van de Mongoolse heersers in Tibet.
Het hoofddeel bevat niettemin ook beschrijvingen van de geschiedenis van de vorstenhuizen van rGyang-mkhar rtse, La-stod lho, La-stod byang, sNa-dkar rtse, gYa-bzang, Tshal Gung-thang, rGya-ma, 'Bri-khung, sTag-lung en Phag-mo gru. Het werk sluit af met korte beschrijvingen van de regio's 'Ol-ka, Brag-dkar, 'Phyong-rgyas, bSam-sde, Gong-dkar, Bya, Rin-spungs sNe'u-rdzong en sNel.
Het vormt een ontbrekende schakel in de tot dan toe bestaande Tibetaanse geschiedschrijving, vanwege de uitvoerige beschrijving van de geschiedenis van de regenten van de verschillende tienduizendschappen (khri-skor), de Phagmodru-dynastie en andere adellijke families in Tibet.
Als bron voor zijn verhandeling hanteerde Dragpa voor een deel het geschiedkundige werk de Rode annalen van Tsalpa Künga Dorje en de Blauwe annalen van Gö Lotsawa.

## Betekenis
De Nieuwe rode annalen bracht een thematische uitbreiding van de geschiedschrijving in Tibet die erop volgende historiografen maatgevend beïnvloedde. Dit vond in het bijzonder zijn weerklank in het beroemde historische werk van de vijfde dalai lama bij wie de beschrijving van de Tibetaanse geschiedschrijving zijn hoogtepunt bereikte.